# Pierre Dubois (auteur)
Vous lisez un « bon article » labellisé en 2010.
Pour les articles homonymes, voir Dubois et Pierre Dubois.
Œuvres principales
- La Grande Encyclopédie des fées
- La Grande Encyclopédie des lutins
- La Grande Encyclopédie des elfes

Pierre Dubois, né le 19 juillet 1945 à Charleville-Mézières, est un auteur, scénariste de bande dessinée, écrivain, conteur et conférencier français à l'origine du regain d'intérêt pour les fées et le petit peuple en France[réf. nécessaire].
Passionné très tôt par la féerie et les contes, il devient illustrateur après de courtes études aux beaux-arts, puis rassemble des légendes locales qu'il restitue dans des chroniques à la radio et à la télévision durant plus de trente ans, ce qui lance sa carrière et rend sa passion publique. Il est l'inventeur de l'elficologie, ou « étude du petit peuple », comme d'un équivalent à l'étude des « fairies », bien qu'il s'agisse à l'origine d'une simple blague de sa part. Son premier album de bande dessinée en tant que scénariste est publié en 1986 et ne connaît qu'un succès d'estime. Depuis, il en sort un chaque année et continue à intervenir régulièrement à la télévision ainsi que dans des conférences, toujours dans l’univers des contes, du rêve et des légendes liées au petit peuple, qui sont devenus ses spécialités.
C'est en grande partie grâce à ses encyclopédies des fées, des lutins et des elfes, résultats d'une vingtaine d'années de recherches et parues dans les années 1990, que Pierre Dubois gagne sa reconnaissance internationale de spécialiste français pour ce qui touche à la féerie,. Ces encyclopédies se sont vendues à des milliers d'exemplaires à l'époque où il s'agissait des tout  premiers ouvrages du genre en France. Depuis, les œuvres de Pierre Dubois, qu'il s'agisse de livres d'art, d'encyclopédies, de recueils de nouvelles ou de recueils de contes pour les adultes ou les enfants connaissent un succès certain, marquées par une érudition et un humour omniprésents. Pierre Dubois est devenu une source d'inspiration pour d'autres auteurs et dessinateurs qui ont repris l'idée de l'elficologie.

## Biographie
L'essentiel du parcours de Pierre Dubois peut être résumé par son métier d'« elficologue » qu'il s'est lui-même inventé, en cherchant et écrivant tout ce qu'il a pu au sujet du petit peuple et du légendaire en général. Il est fin connaisseur d'un grand nombre d'autres sujets, tels que les dictons, fêtes et traditions populaires, films et littérature fantastiques et de cape et d'épée. « Touche-à-tout », il officie à la radio, à la télévision, au cinéma, aussi bien que dans le milieu littéraire ou celui de la bande dessinée. Lors de ses discours, de ses conférences et de ses interviews, il évoque régulièrement les anecdotes de son enfance et sa rencontre avec « l'esprit des lieux ».

### Enfance

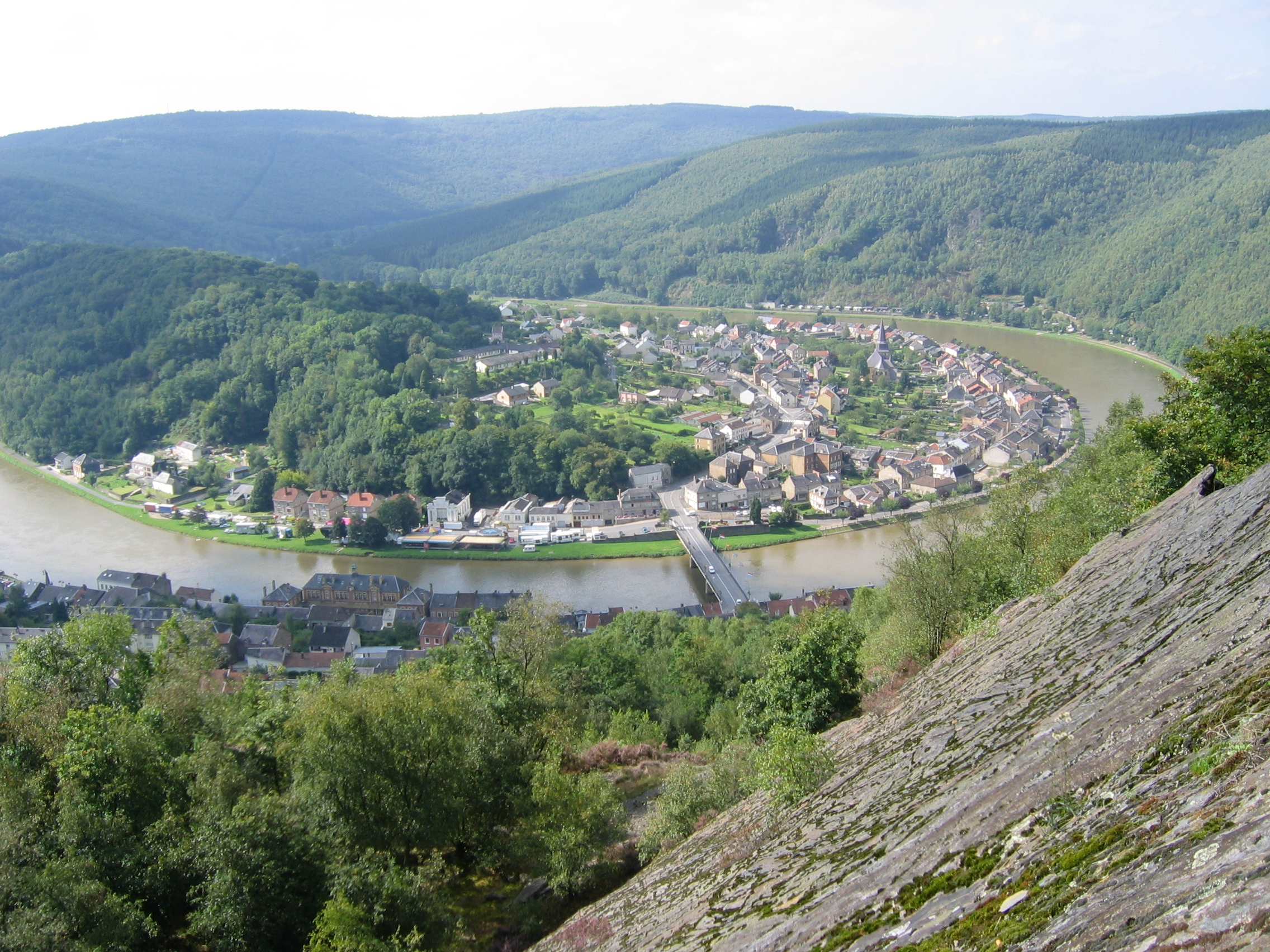
Monthermé, village où Pierre Dubois passait ses vacances étant enfant.

Pierre Dubois nait dans les Ardennes à Charleville, alors située en Zone Nord sous l’Administration militaire de la Belgique et du Nord. Il reste donc « belge » durant deux années, jusqu’à la constitution de la Quatrième République. Ses parents sont issus d'un milieu très modeste.
Il passe une partie de son enfance près de la forêt ardennaise, où circulent de nombreuses légendes locales ; c’est là qu’il commence à croire à « l'esprit du lieu » et qu'il se rend compte que la forêt est vivante, à six ou sept ans. Ses parents déménagent dans le Nord, à Valenciennes alors qu'il est âgé de cinq ans, ce qui provoque chez lui une cassure et lui fait passer une enfance « contemplative et solitaire ». Il évoque de cette « maison du Nord » l’arrière-cuisine, qui côtoie le jardin et sert de buanderie, où il imagine des histoires ; selon lui, il y recherche la forêt qui lui manque,. Seules la lecture, les images et la musique peuvent le calmer. Durant son enfance, il retourne parfois passer ses vacances à Monthermé et se rend fréquemment en Belgique, dont la frontière est proche.
Son père est un dessinateur industriel très sérieux et souvent absent,, qui lui interdit la lecture et les bandes dessinées. Dès que Pierre apprend à lire, c'est pour tenter de retrouver l'ambiance des films d'aventure fantastiques, dont les affiches peintes le fascinent à l'époque. Dans les années 1950, sa mère l'emmène discrètement au cinéma le jeudi pour voir des films technicolor tels que Robin des bois, les Tarzan et Ivanhoé ; Pierre Dubois « rencontra ainsi Errol Flynn et Liz Taylor ».
Il déteste l'école et en est exclu plusieurs fois. La bande dessinée et la lecture ont longtemps pour lui l'image d'une culture de « contrebande », il lit les bandes dessinées que sa mère lui achète en cachette, comme Buffalo Bill de René Giffey. Il se passionne très rapidement pour les livres, allant jusqu'à lire le dictionnaire lorsqu'il manque de lecture. Il commence par collectionner les ouvrages de la bibliothèque verte et de la collection rouge et or, découvrant notamment L'Île au trésor, Bob Morane, les contes de Grimm et les histoires de pirates entre sept et quinze ans, grâce aux bibliothèques de son quartier.

### Adolescence
Il commence à écrire et à dessiner très tôt, « fasciné par l’image et la narration » et par volonté de raconter lui-même des histoires. Il veut devenir écrivain, mais se fait reprocher par ses professeurs d'avoir « trop d'imagination » et d'écrire « hors sujet », Pierre Dubois se dit en effet lui-même « mauvais élève »,. Sa découverte des ouvrages de l'écrivain belge de fantastique Jean Ray, vers quatorze ans (un auteur qu'il relit régulièrement, avec Gaston Bachelard), s'avère déterminante pour sa grande influence sur son travail, notamment sa vision de l'Angleterre et de la Belgique, tout en le passionnant pour le genre littéraire fantastique. Il lit également les aventures de Sherlock Holmes et en retient un vocabulaire riche souvent qualifié de « vieillot », qu'il réutilise dans ses propres ouvrages. Il découvre Claude Seignolle avec La Malvenue et se passionne également pour cet auteur de fantastique.
Pierre Dubois garde l'habitude de s'habiller en noir depuis l'adolescence, par provocation et pour exprimer son mal de vivre à l'époque. Il rejette l'idée de devenir dessinateur industriel comme son père, et quitte le cycle scolaire. À l'âge de 14 ou 15 ans, il rencontre un psychologue à qui il dit envisager de devenir tueur à gages. Le psychologue lui conseille d'entrer aux Beaux-Arts et le recommande auprès du directeur des écoles académiques de Valenciennes, où il apprend la décoration, le plâtre et la gravure,,, utilisant l'encre et la plume pour raconter des histoires. Il finit par être « viré » des Beaux-Arts, mais garde de cette formation l'habitude d'écrire et de dessiner à la main, sans jamais utiliser de machine à écrire ni d'ordinateur.
À quinze ans, Pierre Dubois souhaite « être édité par Jean-Jacques Pauvert ou personne ». Encore étudiant, il rédige à la plume d'oie un manuscrit sur parchemin couvert de cuir, qu’il fait parvenir à Jean-Jacques Pauvert. Essuyant une lettre de refus, il reprend tout son catalogue à la main en entier, en le décorant d’enluminures, le tout sur du carton à dessin moucheté de vert et de noir, avec des signets en herbe. Pauvert accepte de le recevoir, mais Pierre Dubois refusant de lui donner son unique exemplaire, l'éditeur lui conseille de revenir quelques années plus tard.

### Débuts de carrière

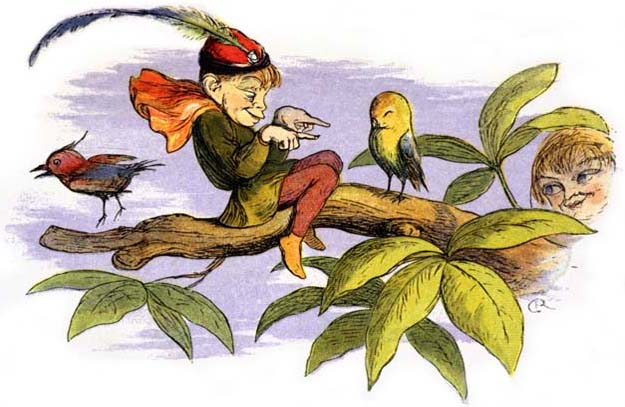
Illustration d'elfe par Richard Doyle.

Pierre Dubois arrête très tôt ses études pour se consacrer à l'écriture et l'illustration. Un évènement qu'il évoque souvent comme le déclencheur de sa carrière a lieu durant son service militaire, à Épernay. Il rencontre la fille du folkloriste Arnold van Gennep, qui lui conseille de parler à Claude Seignolle et lui permet de le rencontrer. Cet auteur ne le prend pas « sous son aile » mais lui présente du monde et le passionne pour les contes et les légendes. Enfin, Pierre Dubois réalise des dessins pour lui, ce qui lui met « le pied à l'étrier »,.
Ces rencontres avec Claude Seignolle et plus tard Gilles Lapouge font que Pierre s'intéresse à son tour aux vieux métiers, aux pirates, aux contes populaires, aux folklores et au merveilleux. Il commence sa carrière d'illustrateur pour des magazines comme Eerie et Creepy, mais rencontre des difficultés pour trouver du travail. Dans les années 1970, il écrit dans un « Canard », le Clampin libéré, pour s'attaquer à la bien-pensance de la presse lilloise. Ces textes sont publiés en 1977 dans son premier ouvrage papier, les Chroniques du Nord sauvage, illustrées entre autres par René Hausman.

### Collectage
Une succession d'évènements pousse Pierre à quitter Valenciennes pour faire du collectage dans toute la France, vers 1967. Rassemblant les légendes locales en voie de disparition, il se prend de passion pour le petit peuple des fées et lutins,. Il sillonne les campagnes françaises pour collecter ces légendes « dans les dernières contrées où vivent le Petit Peuple et les Grandes Personnes » et « auprès des sorciers et des rebouteux », un travail qui lui prend environ dix ans. Il consulte aussi de nombreux ouvrages sur le sujet, dans des bibliothèques autour du monde,. Toujours habillé en noir (avec une cape), il porte les cheveux longs et se promène avec un corbeau nommé Nao sur l'épaule, ce qui intrigue et pousse des personnes à venir spontanément lui parler. Durant cette période de collectage, il s'investit un an pour la protection des rapaces, dans une forêt,.

### Radio
C'est grâce à un bouquiniste de Lille, qui fait une émission sur son travail de collectage et d'illustration à la radio, que Pierre Dubois y entre : la réalisatrice lui commande une série d’émissions radio consacrées à la sorcellerie et au folklore populaire. L'émission est prévue pour un an mais Pierre Dubois se fait confier ce type de travail trente ans durant, grâce à son talent et à son style « fougueux et jovial ».
Il commence à restituer les contes et légendes qu'il a collectés (principalement dans le Nord), vers 1968, pour plusieurs chroniques radiophoniques sur la région de Lille. Il anime[Quand ?] sur radio fréquence Nord La Hotte du colporteur et Histoires pour les veillées, où il continue son collectage. Son travail lui permet de rencontrer Jeanne Devos et d'interviewer les auteurs qu'il admire (il a rencontré Thomas Owen, par exemple). La réalisation de pièces radiophoniques lui est confiée. Il avoue qu'à l'époque, il faisait « énormément de fautes d’orthographe » malgré la richesse de son vocabulaire. À force d'écrire, il obtient une reconnaissance et certaines de ses pièces sont primées.

### Télévision
Entré dans le milieu de la télévision à l'époque de l'ORTF, il rejoint par la suite France 3 et présente une chronique littéraire quotidienne au journal de midi, à Lille,. Il reste chroniqueur à la radio et la télévision, mais ses prises de positions l'amènent à quitter France 3 pour se rendre à Limoges, à l'époque où il a déjà percé dans l'écriture. C'est ensuite à Rennes, qu'il poursuit sa carrière avec des émissions sur FR3 Bretagne, dont des éphémérides parlant du lien de l'homme avec la nature, dans les années 1980. Au total, Pierre Dubois a fait presque trente ans de carrière à la télévision.
Il reste longtemps auteur de pièces radiophoniques et producteur à France 3 Régions puis rencontre Michel Le Bris avec lequel il sympathise, et qui devient son directeur pour Le Légendaire. Il réalise quelques films courts « pour une poignée de francs » mais ne s'est jamais senti attiré par la réalisation cinématographique. Il scénarise plusieurs films fantastiques, légendaires ou de cape et d’épée,, et joue des rôles de chouans, de chef celte, de pirate ou de vieux vikings dans quelques films de fiction,.
Il quitte le milieu de la télévision et de la radio vers 2004, mais continue à participer à des émissions en tant qu'invité, comme C dans l'air sur France 5 le 24 décembre 2008 et le 25 décembre 2009, sur le thème du père Noël.

### Écriture

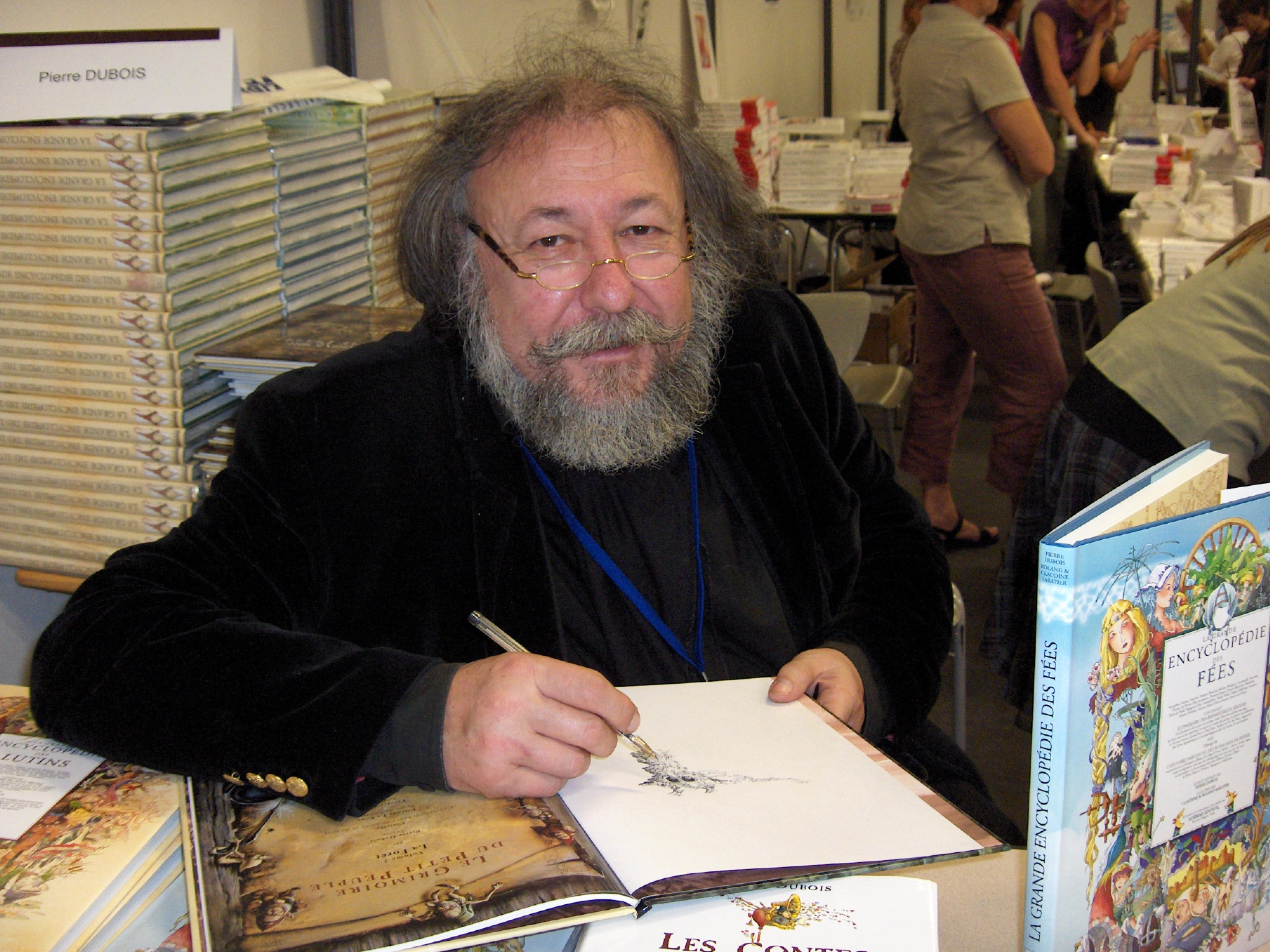
Pierre Dubois en dédicace au 18e Festival international de géographie de Saint-Dié-des-Vosges (2007)

Pierre Dubois écrit essentiellement du fantastique et de la féerie. Il est publié pour la première fois en 1977 avec un ouvrage anarchiste, les Chroniques du Nord Sauvage.

#### Influences
Ses influences littéraires sont surtout fantastiques et anglo-saxonnes, avec Bram Stoker, Mary Webb et Charlotte Brontë, mais aussi Walter Scott, Lewis Carroll et Robert Louis Stevenson. Il admire tout particulièrement Jean Ray, dont la lecture influence fortement toute son œuvre. Le réalisme magique est le style littéraire qui le séduit le plus, davantage que la fantasy. Ainsi, il déclare ne pas aimer Tolkien et lui préférer Edward Plunkett. Il aime aussi les illustrateurs de l'époque victorienne comme Arthur Rackham et Richard Doyle, ainsi que le Français Gustave Doré, et la littérature féminine de la même époque.

#### Méthode d'écriture

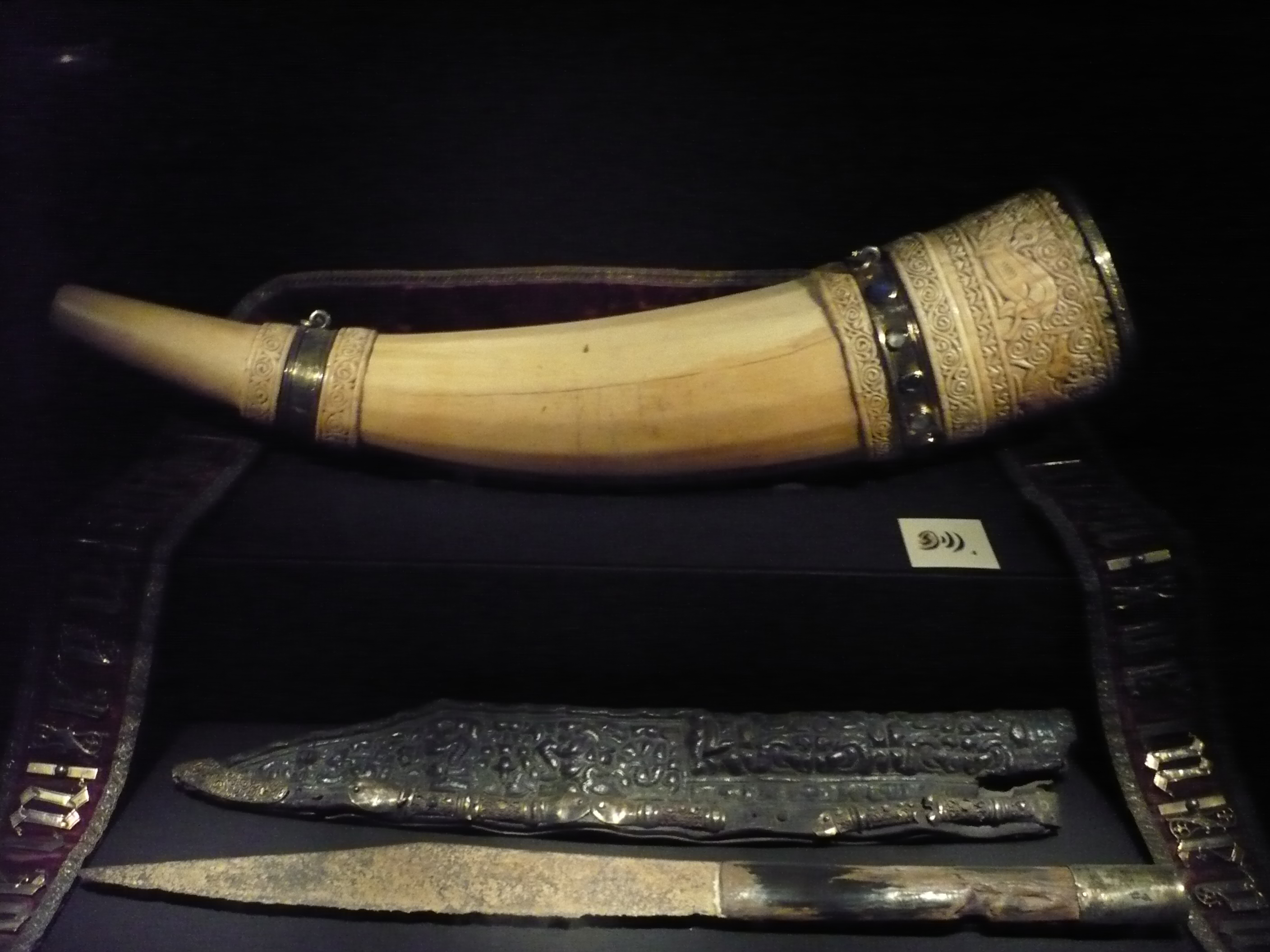
Un olifant, type d'objet dont Pierre Dubois aime s'entourer pour écrire.

Capable de « passer une heure sur une phrase », Pierre Dubois est réputé pour son amour des « vieux mots ». Pour écrire, il aime se plonger dans une ambiance particulière, écouter de la musique « répétitive » comme celle de Gavin Bryars, s'entourer d'objets (mousse, feuillage, olifant, corne…) et de photographies en rapport avec l'histoire qu'il écrit, ou encore fume du tabac. Il évoque son écriture comme une alchimie et les phrases à atteindre comme des formules magiques ou de la belle musique, ce qui explique qu'il écrive toujours « à la main », sur du papier.

#### Nouvelles et romans fantastiques
Contrairement à ce que laisse imaginer son titre d'« elficologue », Pierre Dubois a écrit beaucoup de nouvelles dans un style fantastique assez sombre. Ses œuvres destinées aux adultes (aussi bien les nouvelles que les bandes dessinées), qui restent « féeriques » dans leurs thèmes, sont toujours marquées par une certaine noirceur. Il est fasciné par les criminels et les pirates, ce qu'il définit comme son « côté obscur ».
Il écrit chez Fleuve noir sous le pseudonyme de Budy Matieson au début des années 1980, participe à une anthologie consacrée aux fantômes en 1979 avec la nouvelle Le Fantôme des vagues dans les Histoires terribles de revenants, et à une autre, Histoires terribles d'animaux, en 1981, avec la nouvelle Le Chat. Après avoir publié deux volumes des Chroniques du retour sauvage aux éditions Fleuve Noir en collaboration avec Christian Mantey, sous le pseudonyme de Budy Matieson (anagramme de Dubois-Mantey), il crée avec le même Christian Mantey la Collection Jag chez Plon pour Gérard de Villiers, en tant que co-auteur sous le nom de Zeb Chillicothe pour les 3 premiers volumes de la saga (en 1988). Il est l'auteur chez Hoëbeke de deux ouvrages « inclassables », des recueils de contes détournés pour les adultes, les Contes de crime et les Comptines assassines.

#### Encyclopédies et nouvelles de féerie
Pierre Dubois est surtout connu pour ses œuvres de féerie, il se fait réellement connaître avec ses Grandes Encyclopédies, à la fin des années 1990. Les moments de passage entre le monde des fées et le monde réel sont ce qui l'intéresse le plus, il essaie d'« entrer dans le miroir ».
Ses ouvrages sont réputés s'adresser aux enfants, il écrit notamment lui-même deux contes dans l'anthologie Les Contes du Petit Peuple, qu'il dirige en 1997 : Le Courageux capitaine et le trésor des pequeñas criaturas, et Les Foletti.

#### Scénariste de bandes dessinées
C'est en publiant des fiches sur le petit peuple pour le Journal de Spirou, Le Grand Fabulaire du petit peuple, avec René Hausman en 1984, que Pierre Dubois entre dans le milieu de la bande dessinée,. Tous deux travaillent sur la série Laïyna, consacrée aux gnomes et aux hommes sauvages, qui est d'abord publiée par épisodes. Philippe Vandooren permet à cette série de sortir en album chez Dupuis, en 1986, mais sa publication reste discrète à l'époque. Pierre Dubois a collaboré depuis avec plusieurs jeunes dessinateurs comme Stéphane Duval pour les séries Les Lutins et Red Caps, Jérôme Lereculey pour Cairn, Robert Rivard pour Pixies, Lucien Rollin pour Le Torte et Saskia des vagues, Joann Sfar pour Petrus Barbygère et Xavier Fourquemin pour La Légende du Changeling, série en cours depuis 2008. Il scénarise un album par an à partir de 1986, mais arrête la bande dessinée un temps, entre 1998 et 2004, en raison d'une mauvaise collaboration avec certains dessinateurs qui déforment ses scénarios. Seuls Xavier Fourquemin, Joann Sfar et René Hausman ont selon lui collaboré facilement.
Il a eu l'occasion de rencontrer Franquin plusieurs fois, et devient l'un des amis de Fred.

### L'elficologue
Pierre Dubois se présente comme un elficologue, soit un spécialiste des êtres du petit peuple. Selon lui, « nains, gobelins, gnomes et autres farfadets sont un apport décisif de Mai 68 ».
Il définit un elficologue comme « celui qui étudie et aime les elfes, c'est-à-dire la féerie, le merveilleux, le fantastique ». Il a largement contribué au regain d'intérêt pour la féerie en France, au point d'être unanimement cité comme l'origine de celui-ci,. La mode de la féerie (et de la fantasy en général) est un phénomène récent qui a suivi la publication de ses grandes encyclopédies. À l'époque où Pierre Dubois aborde pour la première fois la féerie auprès des éditeurs, ce thème n'intéresse personne, ce qui lui pose de nombreuses difficultés pour faire accepter son travail, chose difficile à imaginer plus de vingt ans après puisque le thème est devenu à la mode dans l'intervalle. Pierre Dubois se définit comme elficologue avant tout autre métier, et utilise tous les médias à sa disposition (télévision, BD, radio…) pour raconter le « message de féerie ».
La façon dont est perçu un « spécialiste du petit peuple », ou elficologue, est différente selon les pays. Bien qu'en France cela « prête à sourire », en Finlande, ces spécialistes sont « respectés de tous », tout comme ils le sont en Angleterre, notamment grâce à Brian Froud.

#### Histoire du néologisme
L'« elficologie » est à l'origine une blague de Pierre Dubois, lancée lors de l'émission Bouillon de culture de Bernard Pivot, le 13 décembre 1996. Il avoue plus tard avoir inventé ce terme qui sonne comme le nom d'une science parce qu'en 1967, lorsqu'il commence ses recherches sur le petit peuple, bon nombre de personnes le prennent pour « un rigolo soulevant des fougères à la recherche de lutins ». Il s'est donc lassé de répondre « qu'il cherche des traces d'elfes et de lutins » ou « écrivain » lorsqu'on lui demande sa profession,,. Il n'existe pas d'équivalent français au mot anglais « fairies », d'où le mot « elficologie ». Les journalistes croient en cette « science ». Pierre Dubois reçoit des courriers de la part d'enfants et d'adolescents qui lui demandent « comment devenir elficologues », ce qui l'a toujours beaucoup amusé. Ce néologisme, qu'il qualifie lui-même d'« écologie de l'âme », devient peu à peu un terme « sérieux » décrivant l'étude du petit peuple,, le mot passe dans la culture populaire, avant d'être repris dans d'autres ouvrages de fiction que les siens.

#### Publication des ouvrages consacrés au petit peuple
Grâce à ses apparitions à la radio et à la télévision, la passion de Pierre Dubois pour les contes devient publique et il reçoit dès lors régulièrement des histoires. Lorsqu'il a rassemblé suffisamment de connaissances, il rédige le tout sur du parchemin à la plume d'oie. C'est toutefois en s’intéressant à Jacques Vandewattyne et en voyant la somme de ses collectages sur le petit peuple (notamment les fées anglaises et ardennaises) qu'il décide d'écrire sur le sujet. Une autre motivation est son agacement contre les mangas inspirés des fées et des lutins européens, ce qui lui donne l'envie de faire connaître ces derniers. L'idée de leur publication lui vient de l'observation d'enfants qui cherchent des informations sur les fées sans pouvoir en trouver.
Le Journal de Spirou permet la publication du Grand Fabulaire du petit peuple sous forme de fiches en 1984, avec la collaboration de René Hausman au dessin mais le premier ouvrage encyclopédique de Pierre Dubois sur ce sujet n'est publié qu'en 1992 car les éditeurs ne s'intéressent pas à la féerie, et ne croient pas non plus que quiconque puisse écrire d'ouvrage sérieux sur le sujet. Hoëbeke prend le risque en demandant à Pierre Dubois de choisir entre le concept des Contes de crime et l'ouvrage sur le petit peuple, inspiré par le succès de Brian Froud mais sans y croire vraiment. Il scinde le travail en trois parties. Il publie la première, La Grande Encyclopédie des lutins, en 1992, et l'ouvrage connaît un grand succès, obtenant un prix de la société des gens de lettres et attirant l'attention de Bernard Pivot. La Grande Encyclopédie des lutins est rééditée plusieurs fois, puis les deux autres tomes sortent indépendamment. Pierre Dubois poursuit ses travaux avec La Grande Encyclopédie des fées en 1996, et La Grande Encyclopédie des elfes en 2003. Ses encyclopédies sont alors les premières du genre consacrés au petit peuple en France. Les grandes encyclopédies sont considérées comme ses ouvrages les plus célèbres, et par ailleurs sont les plus vendus.
Les Ardennes et la Bretagne l'ont énormément inspiré pour la place qu'y tiennent les contes et légendes, il retrouve la même ambiance en Angleterre, en Irlande et au Pays de Galles.

### Autres activités

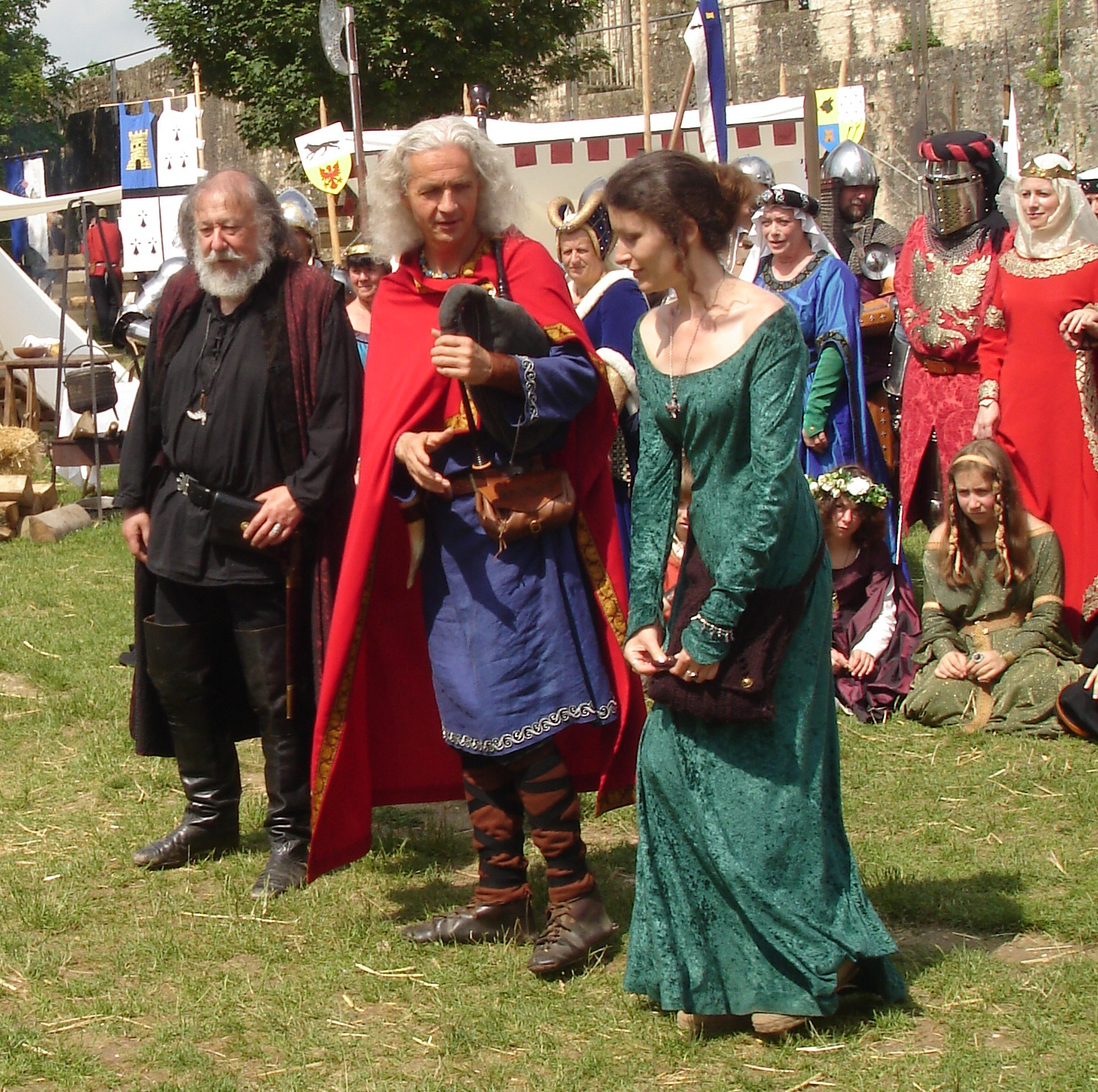
Pierre Dubois (à gauche) en compagnie des membres du centre de l'imaginaire arthurien (dont Claudine Glot au fond, en bleu) aux 27e médiévales de Provins.

Après avoir longtemps vécu en Bretagne, Pierre Dubois habite désormais dans le Nord. Outre la télévision, la radio, l'écriture et la bande dessinée, il s'occupe également de festivals (qu'il parraine ou sur lesquels il conte), apporte son aide et ses conseils à d'autres artistes, et a récemment écrit pour le théâtre.

#### Festivals, contes et cinéma
Pierre Dubois participe à plusieurs festivals et salons littéraires, principalement consacrés à l'imaginaire, comme Trolls et Légendes à Mons, les Imaginales, les Utopiales, Texte et Bulle de Damparis (dont il est le parrain depuis plusieurs années), le Printemps des Légendes de Monthermé, les Féeries du Bocage à Voulx (créé en 2012) ou encore L'ELFE (L'étonnant Légendaire Féerique Évènement), qu'il parraine comme le précédent. Il se rend fréquemment au Festival international de géographie ou encore à Étonnants voyageurs, où il croise entre autres Sylvain Tesson avec lequel il a sympathisé. Il est régulièrement invité à parler de sa passion via des rencontres, des séances de dédicaces ou des contes, il se déplace également dans des écoles et de petites librairies. En avril 2012, à Sedan, il a présenté une conférence consacrée au « légendaire forestier en général, en Ardenne et chez Georges Delaw ».
Il partage ses connaissances du petit peuple et transmet son message grâce à ses activités de conteur. « Taillé pour le rôle du bon gros géant », Pierre Dubois conte surtout pour les enfants car « en plus d’incarner physiquement ses personnages, il a le don de s’adresser aux enfants dans un langage qui leur parle immédiatement ». Il s'adresse aussi aux adultes, l'une de ses citations préférées est : « Le conte de fées n'est pas fait pour endormir les enfants, mais au contraire pour les réveiller, les préparer à ce qu'ils vont affronter dans leur vie, et pour réveiller les adultes ». Réputé parmi les conteurs français pour son talent (avec des décennies de pratique), il « captive son auditoire » selon les journalistes. Lors d'une prestation en avril 2012 à Wallers-en-Fagne, son « fabuleux don de conteur » est par exemple évoqué.
Il est le chancelier du centre de l'imaginaire arthurien, installé au château de Comper, depuis sa création, et un ami intime de Claudine et Hervé Glot.
Étant un grand cinéphile, il intervient fréquemment sur ce thème, par exemple à propos des adaptations de L'Île au trésor au cinéma, en évoquant ses souvenirs d’enfance, l'importance des récits initiatiques, et en effectuant une analyse psychanalytique de films. Il s'est lié d'amitié avec le cinéaste fantastique Jean Rollin.

#### Source d'inspiration
Grâce à son physique original (il est souvent décrit comme ressemblant à un « ogre »,, à Hagrid ou à un géant) et parce qu'il est fréquemment vêtu en pirate et toujours en noir, Pierre Dubois (qui se définit lui-même comme un mélange du capitaine Crochet et de Peter Pan) est devenu une source d'inspiration pour de nombreux auteurs et dessinateurs, comme Joann Sfar,. Il justifie le port de sa barbe et ses habits par le fait « qu'il faut ressembler aux lutins pour entrer dans leur monde ».
Il a également émis l'idée que Jack l'Éventreur serait Peter Pan, et l'a confiée à Régis Loisel qui l'a mise en scène dans sa bande dessinée. En hommage à la série Laïyna, l'artiste de folk art Watkyne a représenté Pierre en compagnie de René Hausman et de leur héroïne près d'Ellezelles.

#### Théâtre
Pierre Dubois est aussi l'auteur des textes des pièces de théâtre jouées par sa fille Charlotte, qui y incarne la fée Graziella Fanfan. Fée divers est jouée depuis le 27 novembre 2010, et depuis fin 2011, Graziella Fanfan fée l'enfant est en tournée dans les écoles. Lors d'une interview, Charlotte Dubois affirme être très reconnaissante envers lui, avoir éprouvé le pire trac de sa vie lors de sa première représentation, et se mettre au service des textes de son père grâce au théâtre plutôt que d'en poursuivre l'écriture.

## Récompenses

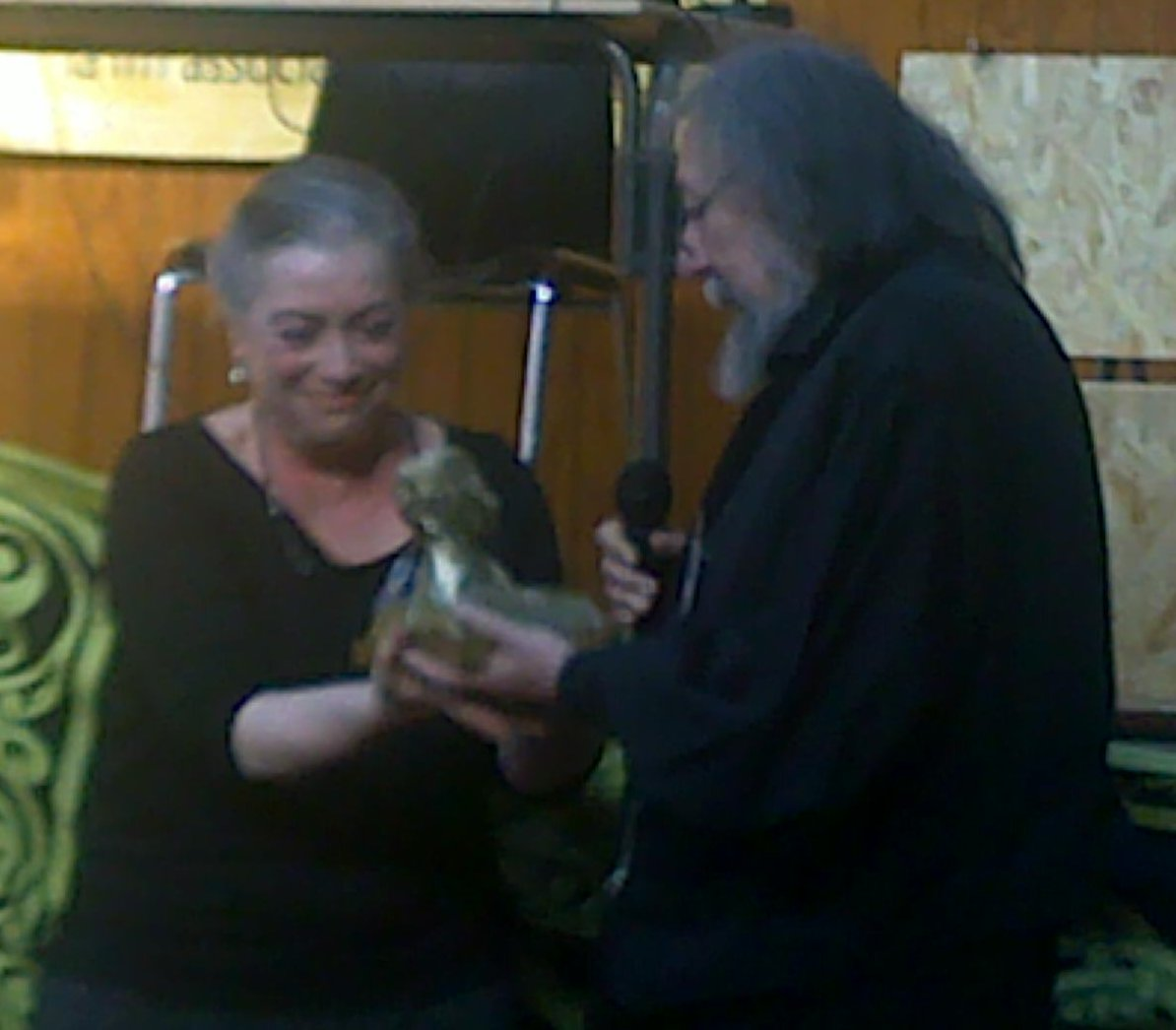
Claudine Glot remet le prix Oriande d'honneur à Pierre Dubois lors du Printemps des Légendes 2010

La Grande Encyclopédie des lutins a reçu le Grand Prix du livre des arts de la Société des gens de lettres en 1993. Pierre Dubois et Camille Renversade ont reçu un prix Imaginales spécial pour l'ouvrage illustré Dragons et Chimères, carnet d'expéditions.
En 2009, il reçoit à Bruxelles avec le dessinateur Xavier Fourquemin le prix Saint-Michel jeunesse pour Le Croque-mitaine, second volume de La Légende du Changeling.
Le 24 avril 2010, Pierre Dubois s'est vu remettre un prix Oriande d'honneur par Claudine Glot lors du Printemps des Légendes de Monthermé, pour récompenser l'ensemble de son travail en faveur de la féerie, mais aussi sa générosité et l'aide qu'il a apporté à de nombreux auteurs et dessinateurs débutants.

## Point de vue
Désormais qualifié de « Levi-Strauss du fabuleux », Pierre Dubois est passionné par les fées, les lutins, les elfes et par extension tout le petit peuple, mais aussi par le conte et l'imaginaire de manière générale, un univers dont il est devenu le spécialiste incontesté. Il déplore le fait que croire au surnaturel soit perçues comme « douteux et bizarre » en France :

« C’est important d’y croire soi-même ou de vouloir y croire. [...] Il y a ce chant, ce murmure des fées et des elfes. C’est les brownies de Stevenson : je mets du tabac, des petits cadeaux sur mon bureau et au matin, j’écoute. La féerie est basée par cet échange, cette pensée magique. Le « il était une fois » qu’on doit se dire tous les matins est très important. On ne doit pas rompre le contact avec le « compagnon invisible », comme Stevenson. »

— Pierre Dubois, interview sur ActuSF

### Importance du conte de fées
Il défend fréquemment l'importance du conte de fées, selon lui issu de la culture populaire et omniprésent depuis les moires jusqu'aux femmes magiciennes qui initient les personnages. Le conte met en avant le lien entre les personnages et les cycles des saisons ainsi que la nature, il avait une fonction cathartique et permettait de se rassurer, par exemple, durant l'hiver. Contes et légendes appellent à respecter davantage la nature, et sont une mémoire collective qui traverse les générations, avec les sorcières « reflet de nos peurs et de nos angoisses » que les contes servent à combattre. Ce sont aussi des récits initiatiques qui permettent de mettre les enfants en garde à travers des dangers comme les ogres et les dragons, ou les incitent à faire alliance avec les esprits de la nature, bien que les fées elles-mêmes se révèlent comme des êtres ambivalents. À la question qui lui est fréquemment posée de savoir « comment rencontrer les fées », Pierre Dubois répond que « l'entrée dans le monde des fées est quelque chose de très mystérieux, de très intime, de très magique » ou cite souvent une phrase de Gaston Bachelard qu'il a faite sienne : « Les êtres cachés et fuyants oublient de fuir quand le poète les appelle par leur vrai nom »,.

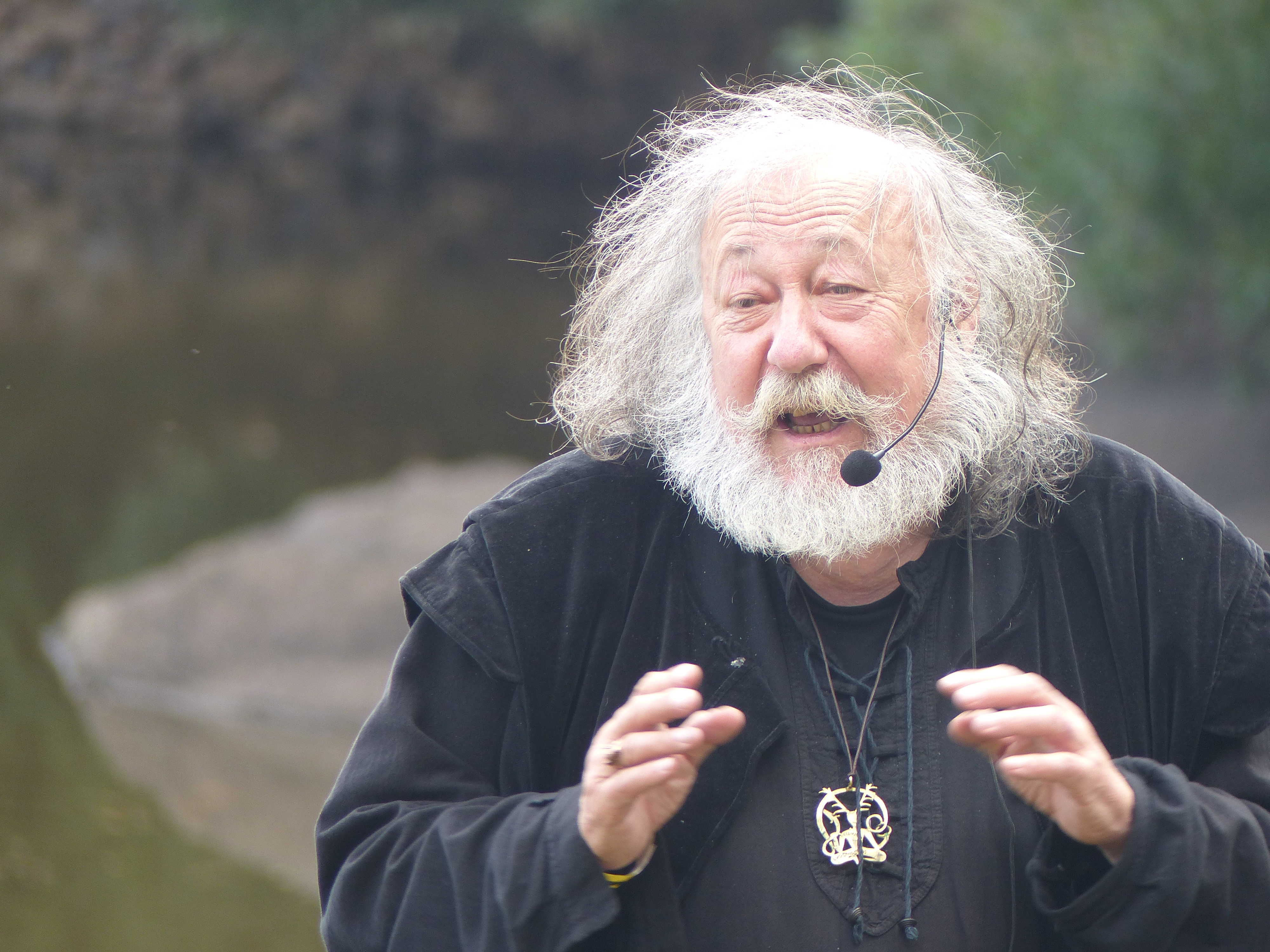
Pierre Dubois contant au château de Comper le 6 août 2017

### Succès de la féerie
Pierre Dubois se réjouit du succès de la féerie et des littératures de l'imaginaire qui permettent de retrouver « le sens du merveilleux, de l’épique et de la chevalerie », à travers des romans comme Le Hobbit, la saga Harry Potter ou même le jeu de rôle. Il constate qu'on retrouve « le chemin des contes » à une époque où l'imaginaire est pourtant moins sollicité. Il regrette simplement « que les effets spéciaux remplacent la magie et fassent disparaître tout le côté merveilleux ou spirituel », et rappelle que « les fées n'aiment pas que l'on parle d'elles », d'où sa peur de l'abondance de livres consacrés à la féerie et du fait que « les commerciaux vendent de la fée »,.

### Révoltes
Pierre Dubois regrette depuis longtemps les mauvais choix qu'a faits l'homme à cause de dirigeants « aveuglés par le scientisme et le matérialisme » et assure que la société actuelle fait fausse route avec l'appât du gain et la culture du chacun pour soi, ce qu'il ne manque pas d'évoquer dans la plupart de ses œuvres comme La Légende du Changeling, ou dans ses interviews en évoquant mai 68. Il aime les idées des gothiques et des punks, accorde une grande importance à la notion de liberté hors des sentiers battus et pense que les fées symbolisent les révoltés et les sauvages qui disent « non » à l'ordre établi. Selon lui, la télévision empêche la transmission de la culture du terroir et remplace les histoires racontées par les vieilles personnes, l'école tend à faire disparaître cette culture tout comme les religions monothéistes ont fait disparaitre « les petits dieux de la nature »,. Il souhaiterait que l'école enseigne davantage la philosophie et les récits initiatiques que l'instruction civique, que l'on retrouve les rites de passage sans leurs excès. Il s'oppose également au « compartimentage » de la littérature chez les éditeurs.

#### Importance de l'imaginaire
Pierre Dubois, pour qui « il n'y a rien de plus fort que le pouvoir de l'imagination », évoque fréquemment les contes que les parents lisent aux enfants, le dessin, le théâtre ou encore le chant en tant qu'activités d'éveil enfantines qui permettent l'expression de l'imagination, et regrette que tout cela cesse brutalement vers six ou sept ans, à l'âge de raison, où ces activités sont qualifiées d'inutiles. Le déni du côté émotionnel et imaginaire est selon lui très grave, il cite l'exemple de parents qui dessinent pour leurs propres enfants comme ils le faisaient à l’âge de six ou sept ans en disant que « si le trait n’a pas évolué, l'imaginaire non plus ». Il s'insurge aussi contre la littérature enfantine « éducative et réaliste ».

#### Pensée écologiste
Pierre Dubois aborde souvent la nécessité de réapprendre à écouter et à respecter la nature, notamment parce qu'il considère que seul le contact avec la nature éveille l'imagination. Dans les contes et les légendes, les fées donnent des conseils en interdisant aux hommes de coloniser les berges des fleuves, de couper certains arbres ou de s'installer sur leur propre territoire, faute de quoi, elles se vengent en provoquant des catastrophes naturelles. Il cite les inondations La Faute-sur-Mer et de la plaine de l'Aude comme autant de vengeances féeriques, disant que « si tu abîmes la nature, elle t'abîmera en retour ».
Il cite fréquemment l'un de ses amis, le naturaliste François Terrasson, auteur de La peur de la nature.

### Bandes dessinées

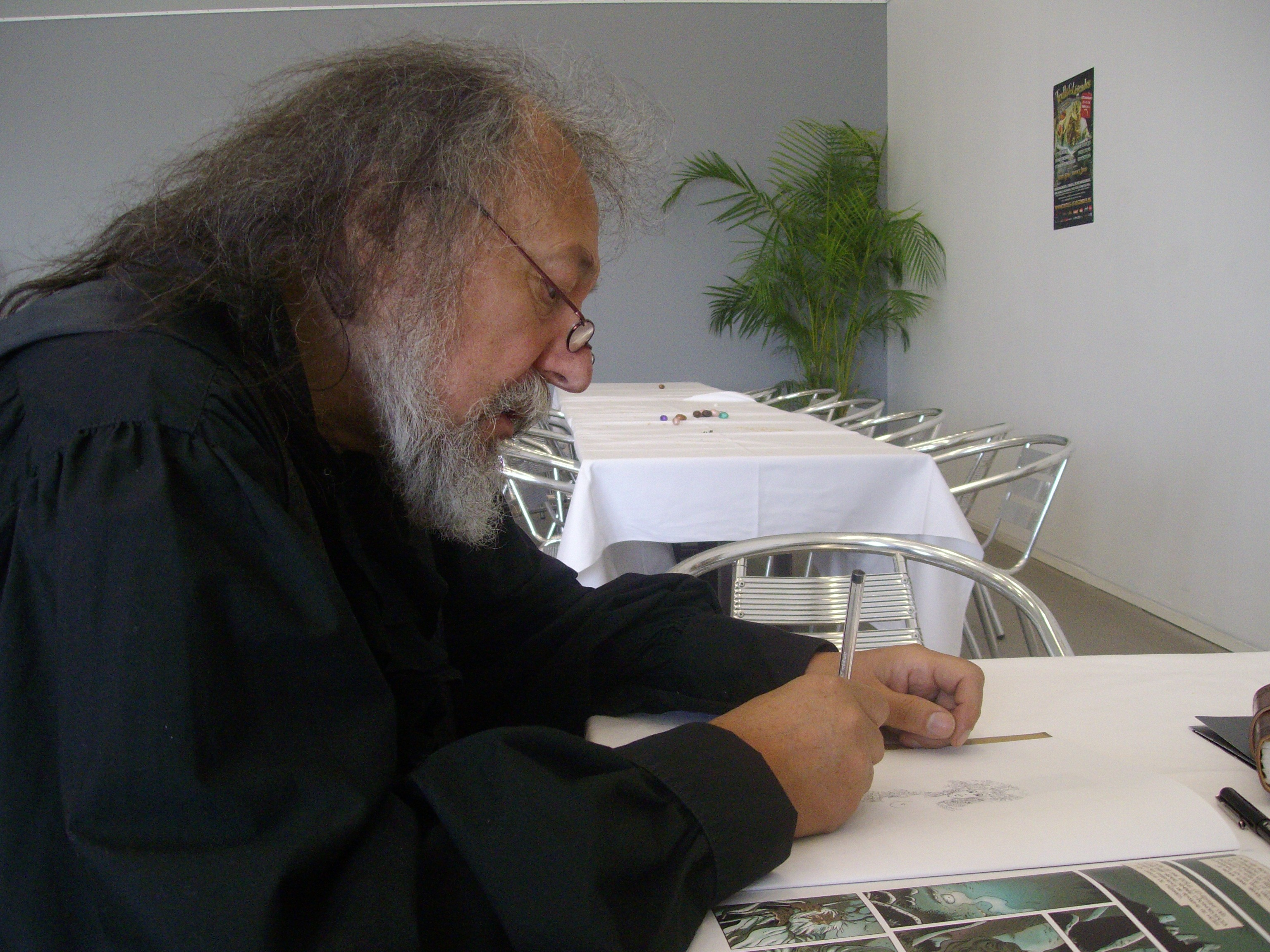
Pierre Dubois réalisant une dédicace illustrée d'un des albums de La Légende du Changeling au festival Trolls et Légendes de Mons, le 24 avril 2011.

Depuis la publication de Laïyna en 1987, il scénarise environ un album de bande dessinée franco-belge par an. Contrairement à ce que l'on pourrait croire, il choisit rarement les dessinateurs avec qui il va travailler, ce sont plutôt de jeunes dessinateurs qui viennent le voir en demandant une collaboration. Pierre Dubois a aidé Joann Sfar et Stéphane Duval à démarrer à l'époque où ils étaient quasiment inconnus.

#### Laïyna
Laïyna raconte l'histoire d'une jeune femme qui rencontre les nains et les elfes, dans une ambiance sombre et cruelle.
- 1 La Forteresse de pierre, Dupuis, janvier 1987
Scénario : Pierre Dubois - Dessin et couleurs : René Hausman
- 2 Le Crépuscule des elfes, Dupuis, mai 1988
Scénario : Pierre Dubois - Dessin et couleurs : René Hausman

#### Le Torte
Le Torte conte l'histoire de Hutgin, un homme qui connaît les pires barbaries avant de devenir le chef de personnages aussi difformes et torturés que lui. Dès lors, il tente de se venger des puissants.
- 1 L’Œuvre du fou, Glénat, octobre 1989
Scénario : Pierre Dubois - Dessin : Lucien Rollin - Couleurs : Jean-Jacques Chagnaud et Yves Chagnaud
- 2 La Geste sombre, Glénat, août 1990
Scénario : Pierre Dubois - Dessin : Lucien Rollin - Couleurs : Jean-Jacques Chagnaud et Yves Chagnaud
- 3 Éon de l’étoile, Glénat, juillet 1991
Scénario : Pierre Dubois - Dessin : Lucien Rollin - Couleurs : Jean-Jacques Chagnaud et Yves Chagnaud
- 4 Tréo-Fall, Glénat, juillet 1992
Scénario : Pierre Dubois - Dessin : Lucien Rollin - Couleurs : Jean-Jacques Chagnaud et Yves Chagnaud
- 5 Le Veneur noir, Glénat, septembre 1994
Scénario : Pierre Dubois - Dessin : Lucien Rollin - Couleurs : Jean-Jacques Chagnaud

#### Pixies
Pixies est une série inachevée racontant l'histoire d'une bande de gamins, les « pixies », qui jouent aux sorciers dans la campagne jusqu'au jour ou un véritable monstre leur apparaît.
- 1 Le Cercle des Caraquins, Glénat, mars 1991
Scénario : Pierre Dubois - Dessin : Robert Rivard - Couleurs : Laurence Quilici et Yves Lencot
- 2 Le Roi des ombres, Glénat, mars 1993
Scénario : Pierre Dubois - Dessin : Robert Rivard - Couleurs : Laurence Quilici et Yves Lencot

#### Les Lutins
Les Lutins n'est pas vraiment une série puisque sa seule unité réside dans la présence des lutins. Les deux premiers tomes s'attachent à l'histoire de Bonnie Tom au Dartmoor, tandis que les deux suivants évoquent les puckwoodgenies de la mythologie des indiens d'Amérique.
- 1 Bonnie Tom, Delcourt, juin 1993
Scénario : Pierre Dubois - Dessin : Stéphane Duval - Couleurs : Florence Breton
- 2 Bonnie Tom, Delcourt, novembre 1994
Scénario : Pierre Dubois - Dessin : Stéphane Duval - Couleurs : Florence Breton
- 3 Puckwoodgenies, Delcourt, janvier 1996
Scénario : Pierre Dubois - Dessin : Stéphane Duval - Couleurs : Isabelle Merlet
- 4 Puckwoodgenies, Delcourt, janvier 1997
Scénario : Pierre Dubois - Dessin : Stéphane Duval - Couleurs : Isabelle Merlet

#### Cairn, le miroir des eaux
Cairn, le Miroir des eaux est une série noire et cynique où La Vouivre, une fille de roi exilée injustement, se fait abattre au terme d'un combat « héroïque » par un chevalier.
- 1 L’Élu des armes, Zenda, mai 1994
Scénario : Pierre Dubois - Dessin : Jérôme Lereculey - Couleurs : Isabelle Merlet
- 2 La Voie du guerrier, Zenda, juillet 1995
Scénario : Pierre Dubois - Dessin : Jérôme Lereculey - Couleurs : Isabelle Merlet

#### Petrus Barbygère
Petrus Barbygère raconte l'histoire d'un marin qui poursuit inlassablement le pirate Scarlet, lequel se défend grâce à des monstres marins.
- 1 L’Elficologue, Delcourt, janvier 1996
Scénario : Pierre Dubois - Dessin et couleurs : Joann Sfar
- 2 Le Croquemitaine d’écume, Delcourt, aout 1997
Scénario : Pierre Dubois - Dessin et couleurs : Joann Sfar

#### Saskia des vagues
Saskia des vagues raconte l'histoire de Saskia Van Dorn, fille de bonne famille qui affronte plusieurs épreuves l'amenant à prendre la mer.
- 1 Saskia des vagues, Dargaud, janvier 1997
Scénario : Pierre Dubois - Dessin : Lucien Rollin - Couleurs : Jean-Jacques Chagnaud

#### Red Caps
Red Caps se déroule dans les Highlands et raconte l'histoire de Davey, trahi par Catriona puis traqué par le Renard Rouge. Il rejoint alors le clan Mac Ivor qui prépare la révolte contre le roi d'Angleterre.
- 1 La Meute noire, Delcourt, mars 1998
Scénario : Pierre Dubois - Dessin et couleurs : Stéphane Duval
- 2 Flèche à tonnerre, Delcourt, novembre 1998
Scénario : Pierre Dubois - Dessin : Stéphane Duval - Couleurs : Jean-Luc Simon

#### Le Grimoire du petit peuple
Le Grimoire du petit peuple forme une série de contes consacrés au petit peuple adaptés en bande dessinée. Ils sont traités par thème, celui du crépuscule, celui de la forêt et celui des tavernes, et illustrés par un collectif.
- 1 Le Crépuscule, Delcourt, 22 octobre 2004
Scénario : Pierre Dubois - Dessin et couleurs : collectif
- 2 La Forêt, Delcourt, 1er mars 2005
Scénario : Pierre Dubois - Dessin et couleurs : collectif
- 3 Les Tavernes, Delcourt, 26 septembre 2005
Scénario : Pierre Dubois - Dessin et couleurs : collectif

#### La Légende du Changeling

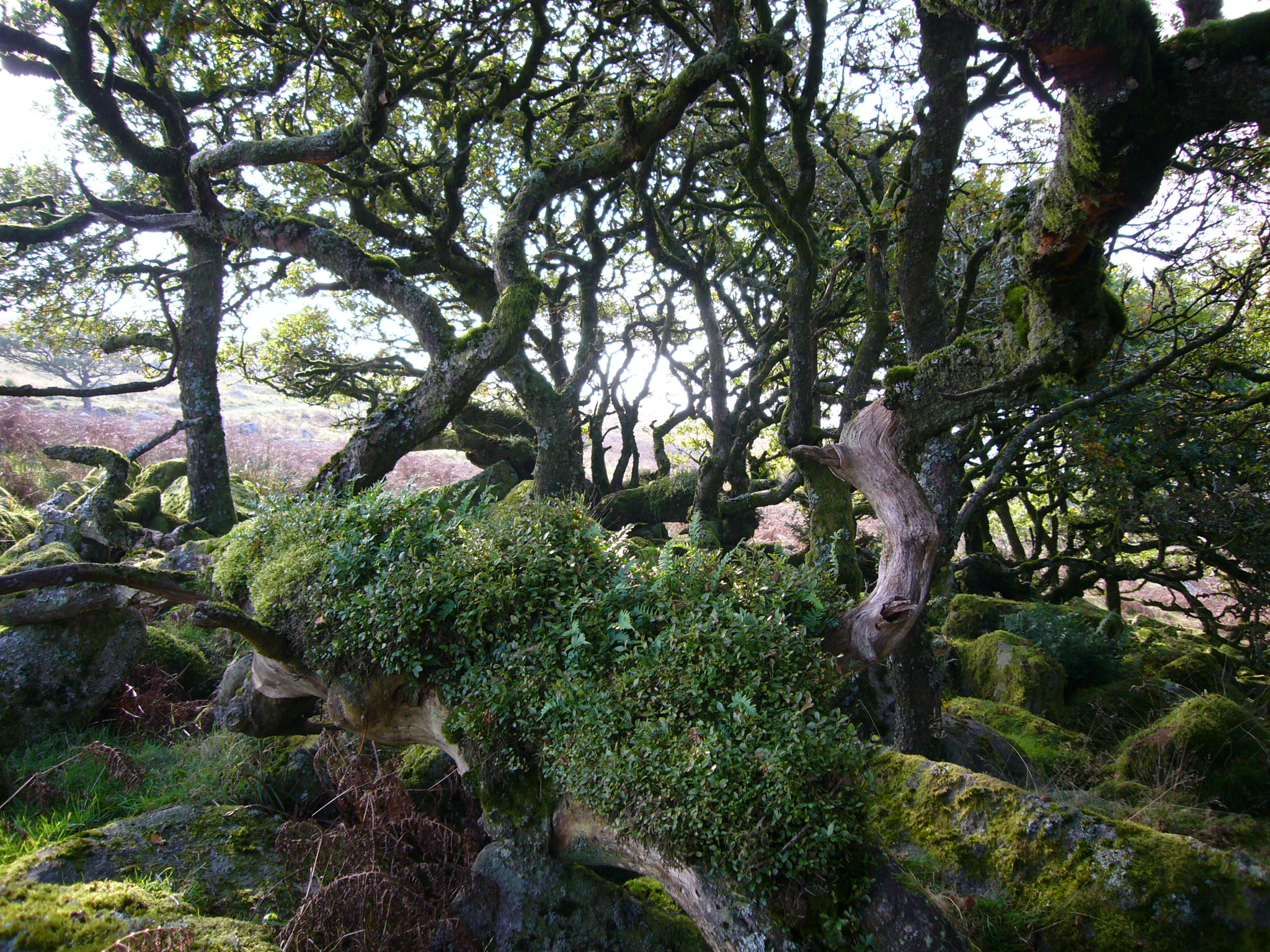
Wistman's Wood, dans la forêt du Dartmoor, est un lieu évoqué par Pierre Dubois dans La Légende du Changeling.

La Légende du Changeling raconte l'histoire de Scrubby, un enfant des fées échangé à la naissance avec un bébé humain, qui a reçu le don de voir le petit peuple.
- 1 Le Mal-venu, Le Lombard, 6 juin 2008
Scénario : Pierre Dubois - Dessin : Xavier Fourquemin - Couleurs : Scarlett Smulkowski
- 2 Le Croque-mitaine, Le Lombard, 24 avril 2009
Scénario : Pierre Dubois - Dessin : Xavier Fourquemin - Couleurs : Scarlett Smulkowski
- 3 Spring Heeled Jack, Le Lombard, 19 mars 2010
Scénario : Pierre Dubois - Dessin : Xavier Fourquemin - Couleurs : Scarlett Smulkowski
- 4 Les lisières de l'ombre, Le Lombard, 9 février 2011
Scénario : Pierre Dubois - Dessin : Xavier Fourquemin - Couleurs : Scarlett Smulkowski
- 5 La nuit Asraï, Le Lombard, 30 mars 2012
Scénario : Pierre Dubois - Dessin : Xavier Fourquemin - Couleurs : Scarlett Smulkowski

#### Encyclopédie de la féerie
L’Encyclopédie de la féerie est une présentation d'un certain nombre de lieux, personnages ou formules féeriques sous format bande dessinée, et autour d'illustrations de Mohamed Aouamri. Le premier tome, consacré à la lettre A, contient 286 définitions qui vont de « Abraham Athanasius » à « Azzo de Klatha ».
- Encyclopédie de la féerie ; la lettre A, Dargaud, 4 décembre 2009
Scénario : Pierre Dubois - Dessin : Mohamed Aouamri

On ignore pour le moment si d'autres tomes sont prévus et quelle serait leur date de sortie.

#### Capitaine Trèfle
Capitaine Trèfle est à l'origine un roman d'aventures et de cape et d'épées pour enfants paru en 1981, création originale de Pierre Dubois. Il est adapté en bande dessinée en 2014 avec René Hausman.
- 1 Capitaine Trèfle, Le Lombard, 26 septembre 2014
Scénario : Pierre Dubois - Dessin et couleurs : René Hausman

### Roman
| Titre              | Parution chez Hoëbeke | ISBN                     |
| ------------------ | --------------------- | ------------------------ |
| God save the crime | 2014                  | (ISBN 978-2-84230-496-6) |

### Encyclopédies
Pierre Dubois a réalisé un abondant travail d'encyclopédiste, principalement à destination des enfants. Sa méthode est très similaire à celle de Claude Seignolle (dont il est un élève et un ami intime) bien que leurs thèmes de prédilection soient différents, puisqu'il a collecté la majorité de ses histoires sur le terrain.
En 1992, il réalise un guide des Lieux féeriques de Bretagne aux éditions Salmon. Il a collaboré à Fées, elfes dragons & autres créatures des royaumes de féerie, un beau-livre dirigé par Claudine Glot et Michel Le Bris, paru chez Hoëbeke en 2002.
Les grandes encyclopédies sont considérées comme ses ouvrages majeurs. Elles présentent des centaines de fées, de lutins et d'elfes avec des fiches signalétiques détaillant leur façon de vivre, leur nourriture et leurs occupations, et des illustrations réalisées par Claudine et Roland Sabatier. Elles se sont vendues à des milliers d'exemplaires, ainsi, La Grande Encyclopédie des fées s'est écoulée à 80 000 ou 90 000 exemplaires, et a même été traduite en japonais. À elles trois, les encyclopédies se sont vendues en librairie à plus de 150 000 exemplaires. Le travail réalisé par Pierre Dubois sur ces ouvrages a été unanimement salué, cité comme une « référence absolue en matière de sérieux et d’authenticité » par son éditeur, le tout est rédigé de façon « riche, envoûtante et drôle ». L'Epouvantable encyclopédie des fantômes est sortie en novembre 2012
| Titre                                                           | Parution chez Hoëbeke | ISBN                    |
| --------------------------------------------------------------- | --------------------- | ----------------------- |
| La Grande Encyclopédie des lutins                               | 1992                  | (ISBN 9782-84230-325-9) |
| La Grande Encyclopédie des fées                                 | 1996                  | (ISBN 9782-84230-326-6) |
| La Grande Encyclopédie des elfes                                | 2003                  | (ISBN 9782-84230-327-3) |
| Dessinateur et coloriste : Roland Sabatier et Claudine Sabatier |                       |                         |

| Titre                                       | Parution chez Glénat | ISBN              |
| ------------------------------------------- | -------------------- | ----------------- |
| L'épouvantable Encyclopédie des Fantômes    | 2012                 | (ISBN 2723489507) |
| Illustrateurs : Élian Black'mor et Carine-m |                      |                   |
| L'effroyable Encyclopédie des Revenants     | 2014                 |                   |

### Agendas et almanachs
Agendas et almanachs sont une autre spécialité de Pierre Dubois, aussi bien dans le milieu de la télévision et de la radio que dans celui des livres, puisqu'il est l'auteur de L’Almanach sorcier, mais aussi de L'Agenda des fées et de L'Agenda des lutins.
| Titre               | Parution                                         | ISBN                 |
| ------------------- | ------------------------------------------------ | -------------------- |
| L'Agenda des lutins | 1993 chez Hoëbeke                                |                      |
| L'Agenda des fées   | 1996 chez Hoëbeke                                |                      |
| L'Almanach sorcier  | 1er mai 1993 chez Casterman coll. L'ami de poche | (ISBN 2-203-13637-5) |

Il travaille depuis 2008 sur un Elféméride qui devrait paraître aux éditions Hoëbeke courant 2010. Tous ces ouvrages ont pour but, selon lui, de parler d'un « fantastique du quotidien qu’on ne regarde plus, qu’on oublie alors que c’est tout autour de nous ».

### Ouvrages liés à l'illustration
Amoureux des paysages de la vieille Angleterre et de l'Écosse, Pierre Dubois a réalisé les textes d'un ouvrage consacré au Dartmoor illustré par les photos d'Yvon Boëlle en 2000 aux éditions Apogée, ainsi que la postface d'un ouvrage sur l'Écosse et les Highlands avec Michel Le Bris, Jean Hervoche, Pierre Paul Koster et Hervé Glot.
| Titre                                 | Coauteurs                                                       | Parution                                | ISBN                     |
| ------------------------------------- | --------------------------------------------------------------- | --------------------------------------- | ------------------------ |
| Écosse, Highlands et Islands          | Michel Le Bris, Jean Hervoche, Pierre Paul Koster et Hervé Glot | septembre 1998, éditions Artus (164 p.) | (ISBN 2-91191-604-2)     |
| Dartmoor, Devon, Cornouaille anglaise | Yvon Boëlle                                                     | 2000, éditions Apogée (48 p.)           | (ISBN 978-2-84398-031-2) |

En 2004, il a présenté Le Jardin féerique de Mary Cicely Barker, un recueil d'illustrations réalisées par une spécialiste anglaise des fées et de la botanique, méconnue en France.
| Titre                                    | Parution chez Hoëbeke    | ISBN                     |
| ---------------------------------------- | ------------------------ | ------------------------ |
| Le Jardin féerique de Mary Cicely Barker | 15 octobre 2004 (143 p.) | (ISBN 978-2-84230-217-7) |

En 2008, il s'est associé au jeune dessinateur Camille Renversade pour Dragons et Chimères, carnets d’expédition, paru chez Hoëbeke. Il s'agit du récit de voyage d'un cryptozoologue parti en Afrique à la recherche du mokele-mbembe.
| Titre                                     | Coauteur           | Parution                                   | ISBN                     |
| ----------------------------------------- | ------------------ | ------------------------------------------ | ------------------------ |
| Dragons et Chimères, carnets d’expédition | Camille Renversade | 6 novembre 2008, éditions Hoëbeke (128 p.) | (ISBN 978-2-84230-338-9) |

### Livres pour enfants
Pierre Dubois a participé à un ouvrage contant l’histoire d’Ivanhoé en 1980 et à un autre consacré à Till l'Espiègle en 1981, en tant qu'illustrateur. Comme auteur, il a adapté la légende de Robin des Bois pour le jeune public.
| Titre                      | Parution                                          | ISBN                     |
| -------------------------- | ------------------------------------------------- | ------------------------ |
| La Chute de Robin des Bois | 1982 chez Casterman coll. L'Ami de poche, Vol. 45 | (ISBN 978-2-20313-645-8) |
| Robin des Bois             | 1997 chez Casterman                               | (ISBN 978-2-20316-339-3) |

Il est aussi est l'auteur d'un ouvrage destiné aux enfants qui s'intéressent à l'elficologie, L’École de féerie ou Leçons d'elficologie est présenté comme un manuel scolaire amusant, paru chez Hoëbeke en 2006, il présente des cours portant sur les frontières du pays de féerie ou encore les relations entre les oiseaux et les fées,.
| Titre                                                            | Parution                     | ISBN                     |
| ---------------------------------------------------------------- | ---------------------------- | ------------------------ |
| L’école de féerie (réédition sous le titre Leçons d'elficologie) | 26 octobre 2006 chez Hoëbeke | (ISBN 978-2-84230-264-1) |

#### Capitaine Trèfle
Capitaine Trèfle est un roman d'aventures et de cape et d'épées pour enfants, création originale de Pierre Dubois dans laquelle le Capitaine Trèfle accompagné d'un magicien, l'homme corbeau, aide le nain des sables Guib à retrouver son pays occupé par les pirates de Haggard. Paru sous la forme d'un roman à une époque où la féerie n'intéressait personne, Capitaine Trèfle a été adapté en bande dessinée en 2014 avec René Hausman aux illustrations.
| Titre            | Parution chez Casterman | ISBN              |
| ---------------- | ----------------------- | ----------------- |
| Capitaine Trèfle | 1981                    | (ISBN 2203136197) |

#### Bidochet le petit ogre
Bidochet le petit ogre est la seconde création originale de Pierre Dubois en littérature d'enfance et de jeunesse, cette série de livres illustrés raconte les aventures de Bidochet, fils de l'ogre Croc Goulu et de la bergère Sylvine, qui doit faire face au rejet de son instituteur, M. Conforme, et des autres élèves puisque seule Zolie Lalie n'a pas peur de lui. Éditée une première fois par Hachette-Jeunesse dans sa collection Le Livre de poche « copain » avec des illustrations d'Anne Hofer, elle est depuis rééditée par Hoëbeke avec des images de Claudine et Roland Sabatier.
| Tome | Titre                                 | Illustrateur                                       | Parution                                                                                           | ISBN                                                                        |
| ---- | ------------------------------------- | -------------------------------------------------- | -------------------------------------------------------------------------------------------------- | --------------------------------------------------------------------------- |
| 1    | Bidochet le petit ogre                | Claudine et Roland Sabatier pour l'édition Hoëbeke | 1989 chez Hachette-Jeunesse (92 pages), Le Livre de poche 10 novembre 2005 chez Hoëbeke (70 pages) | (ISBN 2-25304-383-4) (Le livre de poche) (ISBN 978-2-84230-239-9) (Hoëbeke) |
| 2    | La Botte secrète de Bidochet          | Claudine et Roland Sabatier                        | 26 octobre 2006 chez Hoëbeke (70 pages)                                                            | (ISBN 978-2-84230-254-2)                                                    |
| 3    | Bidochet et les 55 plumes de l'Indien |                                                    | 1989 chez Hachette-Jeunesse (90 pages), Le Livre de poche collection « copain »                    | (ISBN 2-01-014572-0)                                                        |

### Anthologies de contes
Pierre Dubois a publié trois anthologies de contes thématiques en rassemblant les récits de différents auteurs sur le thème du petit peuple, de la féerie, et des sorcières et ogresses.
| Titre                                | Illustrateur    | Parution chez Hoëbeke                    | ISBN                     |
| ------------------------------------ | --------------- | ---------------------------------------- | ------------------------ |
| Les Contes du petit peuple           | Roland Sabatier | novembre 1997 (474 pages, 71 contes)     | (ISBN 978-2-84230-039-5) |
| Les Contes de féerie                 | Roland Sabatier | 1er mai 1999 (480 pages)                 | (ISBN 978-2-84230-071-5) |
| Les Contes de sorcières et d’ogresse | Roland Sabatier | 28 septembre 1999 (424 pages, 52 contes) | (ISBN 978-2-84230-089-0) |

### Nouvelles
Pierre Dubois a signé deux recueils de contes pour adultes très particuliers, consistant en une série de nouvelles qui détournent les contes de fées pour en faire des histoires sanglantes et amorales. Le premier ouvrage, Les Contes de crimes, met en scène Cendrillon, la Belle au bois dormant, Peter Pan, le Petit Chaperon rouge et Blanche-Neige. Le second comporte des contes ayant pour titre Le Chat botté, Croque-mitaine La Dame Blanche, Les Musiciens de la ville de Brême, Les Trois Souhaits, La Barbe bleue, Le Comte de Dracula et La vieille femme qui habitait dans un soulier, sa couverture a été réalisée par Jean-Baptiste Monge, qui a reçu le prix Wojtek Siudmak du graphisme en 2009 aux 9e Utopiales de Nantes, pour récompenser ce travail.
| Titre                | Illustrateur                           | Parution chez Hoëbeke                             | Parution chez folio Gallimard | ISBN                                                                |
| -------------------- | -------------------------------------- | ------------------------------------------------- | ----------------------------- | ------------------------------------------------------------------- |
| Les Contes de crimes | Roland Sabatier pour l'édition Hoëbeke | octobre 2000 (266 p.), coll. Bibliothèque elfique | 2 avril 2009 (295 p.)         | (ISBN 978-2-84230-116-3) (Hoëbeke) (ISBN 978-2-07036-072-7) (Folio) |
| Comptines assassines |                                        | avril 2008 (266 p.), coll. Bibliothèque elfique   |                               | (ISBN 978-2-84230-316-7) (Hoëbeke)                                  |

Ces nouvelles sont pour lui une sorte de « défouloir » et un amusement, la plupart de ses scénarios lui étant venus pendant la rédaction des encyclopédies. Elles contiennent toutes sortes de clins d’œil aux contes, mais aussi à Sherlock Holmes ou à Lewis Carroll. L'une de ses sources d'inspiration réside dans les ghost story, d'où son envie d’en écrire avec du second degré. Pierre Dubois pense à un troisième opus, et espère avoir le temps de le réaliser. Il a adopté un style d'écriture riche et proche de celui des auteurs du XIXe siècle, qu'il qualifie lui-même d'« un peu chantourné, un peu maniéré ».
Par ailleurs, il a participé à une anthologie consacrée au mythe du changeling chez les éditions Argemmios.

### Préfaces
Le Petit Monde licencieux des Bretons de Philippe Camby, paru en 2004, La Cuisine magique des fées et des sorcières d'Édouard Brasey paru en 2005, Le Petit Guide de féerie en Ardenne d'Olivier Rime et Hervé Gourdet paru en 2006[réf. souhaitée], le recueil d'illustration du petit peuple Celtic faeries de Jean-Baptiste Monge paru en 2007, Forest faeries de Séverine Stievenart, paru en 2008 et Le Rêve elfique, livre d'art de Jim Colorex, paru en 2010, Wika tome 1 - Wika et la fureur d'Oberon d'Olivier LEDROIT(dessinateur) et Thomas DAY (scénariste) paru en 2014 chez Glénat  (ISBN 9782723498043), ont été préfacés par Pierre Dubois.

### Télévision
- Participation au reportage Bons baisers de la planète Schtroumpf, réalisé par Jean-Pierre Panis (Arte, 2021)

### Cinéma
Il est le protagoniste principal, en compagnie de sa femme Aline, du documentaire Le Silencieux Rivage, réalisé par Nathalie Giraud & Timothée Corteggiani (2021)